# Алессандро Бега
Алессандро Бега (італ. Alessandro Bega; нар. 11 січня 1991) — колишній італійський тенісист.
Найвищу одиночну позицію світового рейтингу — 259 місце досяг 25 липня 2016, парну — 369 місце — 8 серпня 2016 року.
Завершив кар'єру 2021 року.

## Фінали ATP Челленджер і ITF Ф'ючерс

### Одиночний розряд: 34 (17–17)
| Легенда              |
| -------------------- |
| ATP Челленджер (0–0) |
| ITF Ф'ючерс (17–17)  |

| Фінали за покриттям |
| ------------------- |
| Тверде (15–15)      |
| Ґрунт (1–2)         |
| Трава (0–0)         |
| Килим (1–0)         |

| Результат | В-П   | Дата     | Турнір                        | Рівень                | Покриття | Суперник             | Рахунок            |
| --------- | ----- | -------- | ----------------------------- | --------------------- | -------- | -------------------- | ------------------ |
| Перемога  | 1–0   | Вер 2012 | Кувейт F1, Meshref            | Ф'ючерс               | Тверде   | Шон Берман           | 7–5, 6–4           |
| Поразка   | 1–1   | Лис 2012 | Бурунді F1, Бужумбура         | Ф'ючерс               | Ґрунт    | Геральд Мельцер      | 2–6, 3–6           |
| Поразка   | 1–2   | Чер 2013 | Туреччина F22, Конья          | Ф'ючерс               | Тверде   | Максіміліано Естевес | 6–7(2-7), 2–6      |
| Перемога  | 2–2   | Вер 2013 | Греція F10, Filippiada        | Ф'ючерс               | Тверде   | Александрос Якуповіч | 4–6, 6–1, 6–4      |
| Поразка   | 2–3   | Жов 2014 | Єгипет F28, Шарм-еш-Шейх      | Ф'ючерс               | Тверде   | Алдін Шеткич         | 1–6, 4–6           |
| Перемога  | 3–3   | Лис 2014 | Туніс F6, Сус                 | Ф'ючерс               | Тверде   | Жермен Жігунон       | 6–1, 6–2           |
| Поразка   | 3–4   | Гру 2014 | Туніс F10, Сус                | Ф'ючерс               | Тверде   | Омар Джакалоне       | 5–7, 4–6           |
| Поразка   | 3–5   | Тра 2015 | Греція F6, Іракліон           | Ф'ючерс               | Тверде   | Ерік Крепальді       | 2–6, 2–6           |
| Перемога  | 4–5   | Чер 2015 | Туреччина F22, Бурса (місто)  | Ф'ючерс               | Тверде   | Денис Милокостов     | 6–3, 6–9           |
| Перемога  | 5–5   | Сер 2015 | Єгипет F24, Шарм-еш-Шейх      | Ф'ючерс               | Тверде   | Ріккардо Бонадіо     | 6–2, 7–5           |
| Поразка   | 5–7   | Вер 2015 | Єгипет F29, Шарм-еш-Шейх      | Ф'ючерс               | Тверде   | Лібор Шалаба         | 2–6, 6–1, 3–6      |
| Перемога  | 6–7   | Лис 2015 | Кувейт F2, Meshref            | Ф'ючерс               | Тверде   | Петер Геллер         | 6–3, 6–4           |
| Поразка   | 6–8   | Гру 2015 | Єгипет F43, Шарм-еш-Шейх      | Ф'ючерс               | Тверде   | Марко Тепаваць       | 3–6, 4–6           |
| Перемога  | 7–8   | Кві 2016 | Італія F4, Сан-Карло-Канавезе | Ф'ючерс               | Тверде   | Ремі Бутільє         | 6–4, 1–6, 6–4      |
| Поразка   | 7–9   | Лип 2016 | Єгипет F13, Шарм-еш-Шейх      | Ф'ючерс               | Тверде   | Алдін Шеткич         | 5–7, 4–6           |
| Поразка   | 7–10  | Лис 2016 | ПАР F1, Стелленбош            | Ф'ючерс               | Тверде   | Ллойд Гарріс         | 4–6, 4–6           |
| Перемога  | 8–10  | Бер 2017 | Італія F3, Базільйо           | Ф'ючерс               | Тверде   | Віктор Галович       | 3–6, 6–3, 6–4      |
| Перемога  | 9–10  | Сер 2017 | Туреччина F30, Стамбул        | Ф'ючерс               | Ґрунт    | Ян Цзунхуа           | 7–6(7-3), 3–6, 7–5 |
| Поразка   | 9–11  | Лис 2017 | Кувейт F1, Meshref            | Ф'ючерс               | Тверде   | Максіміліан Нойхріст | 6–7(4-7), 3–6      |
| Перемога  | 10–11 | Січ 2018 | Франція F3, Вежі-Фонснекс     | Ф'ючерс               | Килим    | Антал ван дер Дейм   | 4–6, 6–4, 7–6(9-7) |
| Поразка   | 10–12 | Бер 2018 | Ізраїль F1, Рамат-Ган         | Ф'ючерс               | Тверде   | Давід Поляк          | 5–7, 4–6           |
| Перемога  | 11–12 | Кві 2018 | Єгипет F14, Шарм-еш-Шейх      | Ф'ючерс               | Тверде   | Давід Поляк          | 6–4, 6–3           |
| Перемога  | 12–12 | Кві 2018 | Ізраїль F4, Рамат-га-Шарон    | Ф'ючерс               | Тверде   | Марат Девятьяров     | 6–3, 6–1           |
| Поразка   | 12–13 | Чер 2018 | Ізраїль F9, Нетанья           | Ф'ючерс               | Тверде   | Едан Лешем           | 2–6, 1–6           |
| Поразка   | 12–14 | Жов 2018 | Єгипет F21, Шарм-еш-Шейх      | Ф'ючерс               | Тверде   | Давід Перес Санс     | 3–6, 6–3, 5–7      |
| Поразка   | 12–15 | Жов 2018 | Туніс F36, Монастір           | Ф'ючерс               | Тверде   | Джонатан Ґрей        | 6–7(4–7), 4–6      |
| Перемога  | 13–15 | Сер 2019 | M15 Кір'ят-Шмона, Ізраїль     | Світовий тенісний тур | Тверде   | Марат Девятьяров     | 6–2, 1–6, 6–4      |
| Поразка   | 13–16 | Жов 2019 | M15 Шарм-еш-Шейх, Єгипет      | Світовий тенісний тур | Тверде   | Марек Ґенґель        | 2–6, 7–5, 1–6      |
| Перемога  | 14–16 | Січ 2020 | M15 Канкун, Мексика           | Світовий тенісний тур | Тверде   | Матеус Алвес         | 6–4, 6–2           |
| Перемога  | 15–16 | Лют 2020 | M15 Шарм-еш-Шейх, Єгипет      | Світовий тенісний тур | Тверде   | Марек Ґенґель        | 6–4, 6–2           |
| Перемога  | 16–16 | Лют 2020 | M15 Шарм-еш-Шейх, Єгипет      | Світовий тенісний тур | Тверде   | Марек Ґенґель        | 6–4, 7–5           |
| Поразка   | 16–17 | Вер 2020 | M15 Казлано, Швейцарія        | Світовий тенісний тур | Ґрунт    | Сандро Ерат          | 4–6, 2–6           |
| Перемога  | 17–17 | Лис 2020 | M15 Шарм-еш-Шейх, Єгипет      | Світовий тенісний тур | Тверде   | Петрос Хрисокос      | 6–4, 6–2           |

### Парний розряд: 23 (9–14)
| Легенда              |
| -------------------- |
| ATP Челленджер (0–0) |
| ITF Ф'ючерс (9–14)   |

| Фінали за покриттям |
| ------------------- |
| Тверде (5–11)       |
| Ґрунт (3–3)         |
| Трава (0–0)         |
| Килим (1–0)         |

| Результат | В-П  | Дата     | Турнір                       | Рівень                | Покриття | Партнер            | Суперники                            | Рахунок                |
| --------- | ---- | -------- | ---------------------------- | --------------------- | -------- | ------------------ | ------------------------------------ | ---------------------- |
| Поразка   | 0–1  | Жов 2010 | Італія F29, Неаполь          | Ф'ючерс               | Тверде   | Ріккардо Сінікропі | Ерік Крепальді Клаудіо Грассі        | 4–6, 4–6               |
| Перемога  | 1–1  | Жов 2011 | Італія F30, Неаполь          | Ф'ючерс               | Килим    | Ріккардо Сінікропі | Маттео Воланте Марко Груньйола       | 7–6(7–4), 7–6(7–4)     |
| Перемога  | 2–1  | Лис 2011 | Бурунді F1, Бужумбура        | Ф'ючерс               | Ґрунт    | Ріккардо Сінікропі | Емануеле Моліна Д. Делла Томмазіна   | 6–1, 6–2               |
| Перемога  | 3–1  | Сер 2012 | Туреччина F31, Ізмір         | Ф'ючерс               | Ґрунт    | Ріккардо Сінікропі | Владислав Манафов Віталій Решетников | 6–4, 7–5               |
| Поразка   | 3–2  | Сер 2012 | Туреччина F32, Ізмір         | Ф'ючерс               | Ґрунт    | Ріккардо Сінікропі | Владислав Манафов А. Якуповіч        | 4–6, 6–7(4–7), [10–12] |
| Поразка   | 3–3  | Вер 2012 | Кувейт F1, Meshref           | Ф'ючерс               | Тверде   | Ян Блеха           | Мохаммад Гаріб Михайло Васильєв      | 6–3, 6–7(5–7), [7–10]  |
| Поразка   | 3–4  | Жов 2012 | Нігерія F1, Лагос            | Ф'ючерс               | Тверде   | Енріке Лопес-Перес | Каміл Чапкович Руан Рулофсе          | 4–6, 2–6               |
| Поразка   | 3–5  | Жов 2012 | Нігерія F2, Лагос            | Ф'ючерс               | Тверде   | Енріке Лопес-Перес | Каміл Чапкович Руан Рулофсе          | 1–6, 2–6               |
| Поразка   | 3–6  | Лис 2012 | Бурунді F1, Бужумбура        | Ф'ючерс               | Ґрунт    | Ріккардо Сінікропі | Лукас Ястрауніґ Марк Верворт         | 4–6, 6–3, [8–10]       |
| Поразка   | 3–7  | Сер 2013 | Італія F19, Ла-Спеція        | Ф'ючерс               | Ґрунт    | Ріккардо Сінікропі | Даніеле Джорджині Вальтер Трузенді   | 5–7, 2–6               |
| Поразка   | 3–8  | Сер 2014 | Італія F29, Пйомбіно         | Ф'ючерс               | Тверде   | Д. Делла Томмазіна | Франческо Борго Клаудіо Грассі       | 6–3, 3–6, [6–10]       |
| Перемога  | 4–8  | Гру 2014 | Туніс F10, Сус               | Ф'ючерс               | Тверде   | Франческо Вілардо  | Ендрю Беттлз Еван Гойт               | 7–6(7–2), 6–3          |
| Перемога  | 5–8  | Чер 2015 | Туреччина F22, Бурса (місто) | Ф'ючерс               | Тверде   | Давіде Мелькіорре  | Алтуг Челікбілек Сефа Сулуогл        | 4–6, 7–5, [10–3]       |
| Перемога  | 6–8  | Лип 2015 | Туреччина F28, Анкара        | Ф'ючерс               | Ґрунт    | Франческо Вілардо  | Алтуг Челікбілек Туна Алтуна         | 6–4, 6–3               |
| Поразка   | 6–9  | Сер 2015 | Єгипет F25, Шарм-еш-Шейх     | Ф'ючерс               | Тверде   | Франческо Вілардо  | Ріккардо Бонадіо Томмазо Лаго        | 6–4, 4–6, [7–10]       |
| Поразка   | 6–10 | Лис 2015 | Кувейт F1, Meshref           | Ф'ючерс               | Тверде   | Франческо Вілардо  | С. Мартос-Горнес Поль Толедо Баге    | 3–6, 0–6               |
| Поразка   | 6–11 | Тра 2016 | Туреччина F17, Анталія       | Ф'ючерс               | Тверде   | Лоренцо Фріджеріо  | Марк Зібер Крістоф Неґріту           | 4–6, 7–6(7–1), [10–12] |
| Поразка   | 6–12 | Лип 2016 | Єгипет F13, Шарм-еш-Шейх     | Ф'ючерс               | Тверде   | Франческо Вілардо  | Джармір Дженкінс Андерсон Рід        | 3–6, 3–6               |
| Перемога  | 7–12 | Лис 2016 | ПАР F1, Стелленбош           | Ф'ючерс               | Тверде   | Лука Марґаролі     | Ніколас Шольц Кріс Гаггард           | 7–5, 6–2               |
| Поразка   | 7–13 | Тра 2017 | Нігерія F1, Абуджа           | Ф'ючерс               | Тверде   | Віктор Джюрасович  | Фабіано де Паула Фернандо Ромболі    | 4–6, 7–6(7–5), [7–10]  |
| Перемога  | 8–13 | Тра 2017 | Нігерія F2, Абуджа           | Ф'ючерс               | Тверде   | Віктор Джюрасович  | Сілвестер Еммануел Кальвін Емері     | 6–4, 6–0               |
| Перемога  | 9–13 | Жов 2019 | M15 Шарм-еш-Шейх, Єгипет     | Світовий тенісний тур | Тверде   | Джакопо Берреттіні | Борис Покотилов Артур Бернабе        | 7–6(7-5), 6–2          |
| Поразка   | 9–14 | Лис 2020 | M15 Шарм-еш-Шейх, Єгипет     | Світовий тенісний тур | Тверде   | Петрос Хрисокос    | Милян Зекич Марко Миладинович        | 4–6, 3–2               |